# Atyrau (provins)
Atyrau (kazakiska: Атырау облысы: Atyrau oblysty) är en provins (oblyst) i västra Kazakstan med en yta på 118 600 km² och 455 500 invånare (2005). Provinshuvudstad är Atyrau.
Provinsen har en kust vid Kaspiska havet samt gräns mot provinserna Mangghystau i söder, Aqtöbe i öster samt Västkazakstan norrut. Provinsen delar även en gräns med Ryssland västerut.